# 北堀之内駅
北堀之内駅（きたほりのうちえき）は、新潟県魚沼市下島にある、東日本旅客鉄道（JR東日本）上越線の駅である。

## 歴史
- 1944年（昭和19年）9月20日：越後下島信号場として設置[2]。
- 1950年（昭和25年）2月15日：駅に昇格。北堀之内駅として開業[1]。
- 1970年（昭和45年）12月15日：荷物の扱いを廃止[3]。無人化[4]。
- 1987年（昭和62年）4月1日：国鉄分割民営化により、JR東日本の駅となる[2]。

## 駅構造
相対式ホーム2面2線を有する地上駅で、ホーム間は跨線橋で連絡している。駅舎（北側）に面するホームは越後湯沢方面のホーム、反対側は長岡方面のホームとなっており、駅機能は北側の駅舎にある。
越後湯沢駅管理の無人駅である。駅構内には、屋内待合室、乗車駅証明書発行機、化粧室などが設置されている。

### のりば
| ホーム | 路線    | 方向 | 行先               |
| ------ | ------- | ---- | ------------------ |
| 駅舎側 | ■上越線 | 上り | 小出・越後湯沢方面 |
| 反対側 | ■上越線 | 下り | 小千谷・長岡方面   |

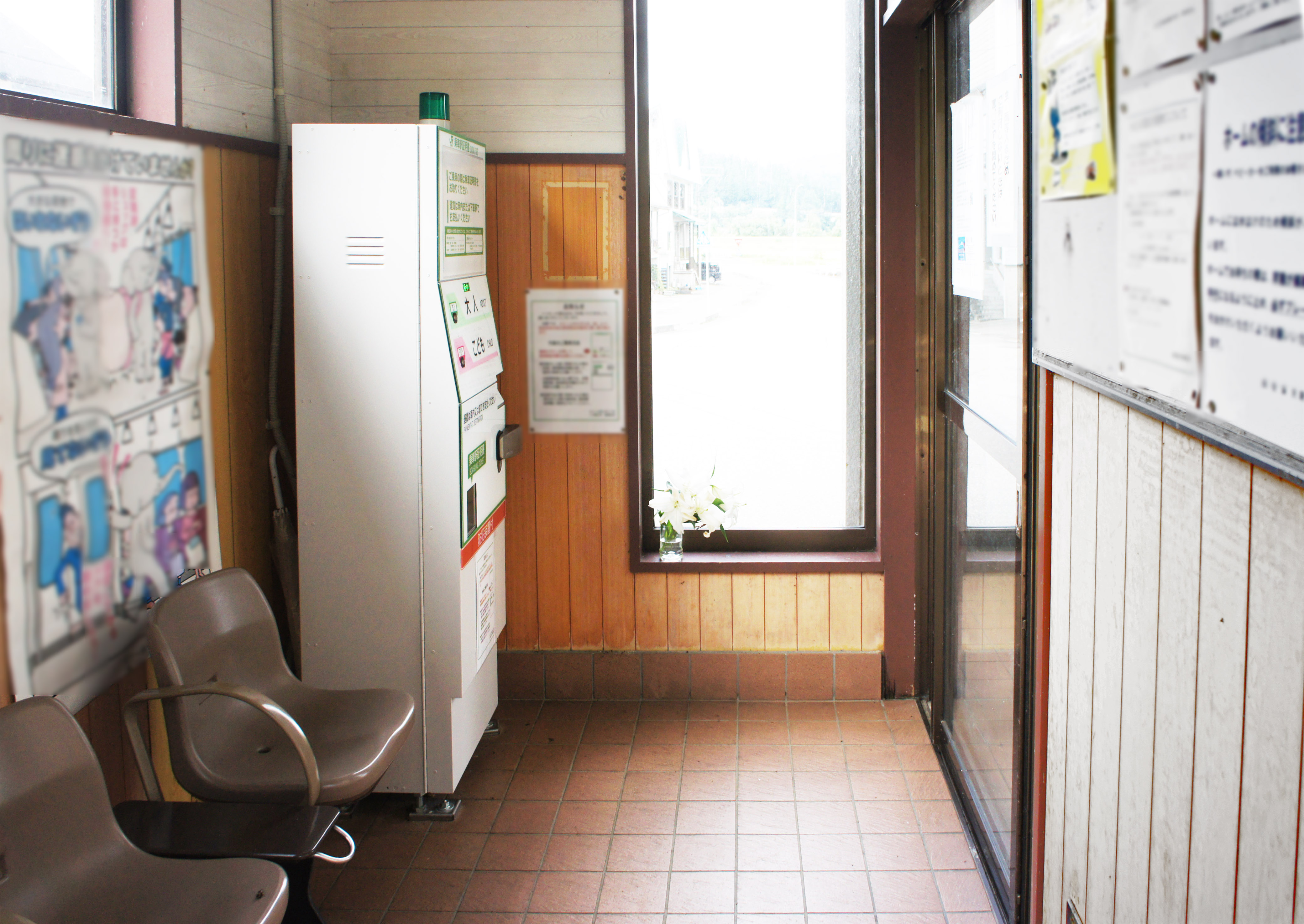
待合室（2021年9月）
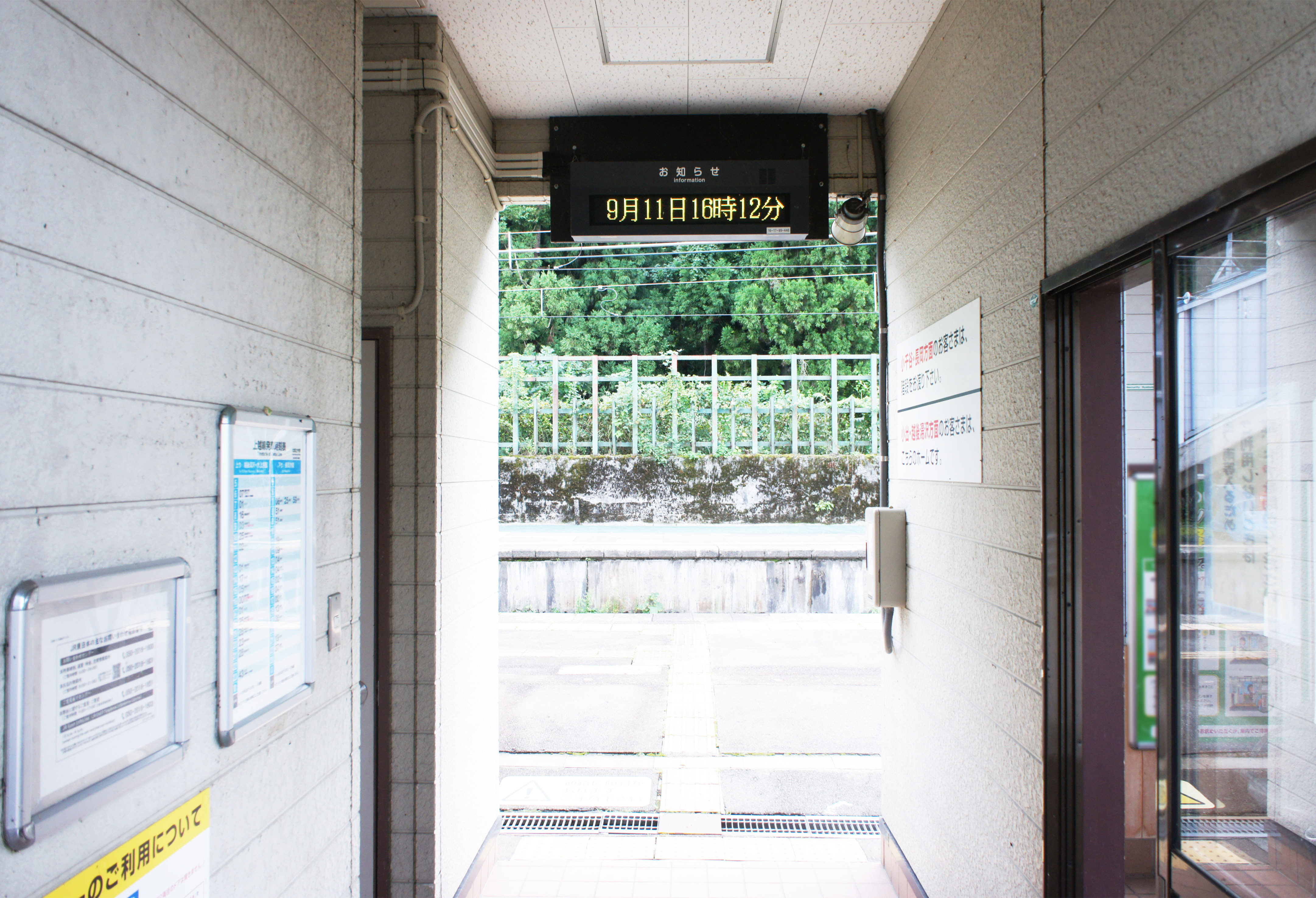
ホーム出入口（2021年9月）
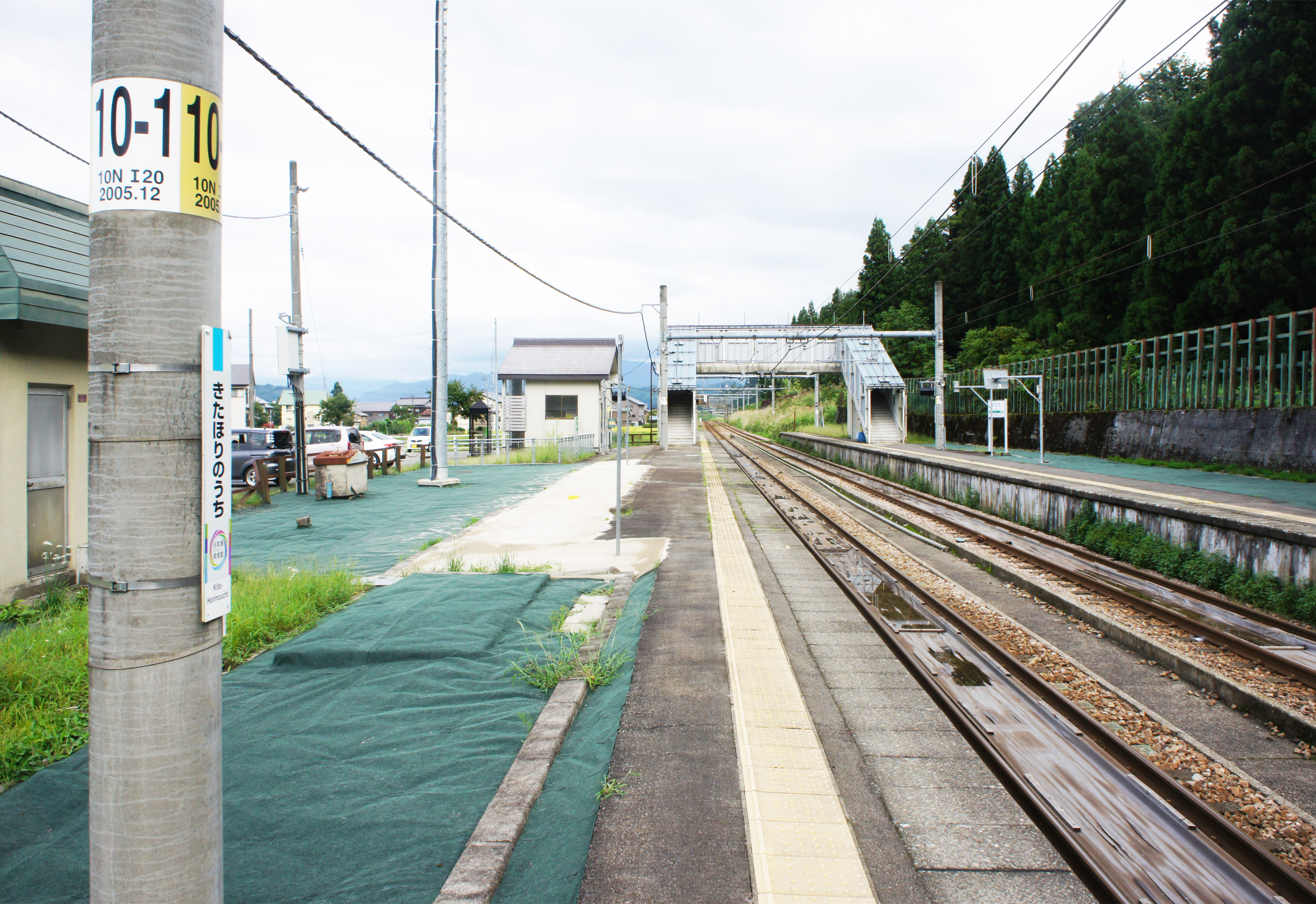
ホーム（2021年9月）

## 駅周辺
- 国道17号

### バス路線
当駅北側に位置する「北堀之内駅前」バス停にて、越後交通グループの南越後観光バスが運行する路線バスが発着する。小出方面や小千谷市方面へと結んでいる。

## 隣の駅
東日本旅客鉄道（JR東日本）
■上越線
越後堀之内駅 - 北堀之内駅 - 越後川口駅